# John Bruce
Sir John Bruce, britanski general, * 1905, † 1975.